# 29e Film Independent Spirit Awards
De uitreiking van de 29e Film Independent Spirit Awards vond plaats op 1 maart 2014 in Santa Monica tijdens een ceremonie die werd gepresenteerd door Patton Oswalt. De genomineerden werden bekendgemaakt door Octavia Spencer en Paula Patton op 26 november 2013.

## Winnaars en genomineerden
De winnaars staan bovenaan in vet lettertype.

### Beste film
- 12 Years a Slave
  - All Is Lost
  - Frances Ha
  - Inside Llewyn Davis
  - Nebraska

### Beste debuutfilm
- Fruitvale Station
  - Blue Caprice
  - Concussion
  - Una Noche
  - Wadjda

### Beste regisseur
- Steve McQueen - 12 Years a Slave
  - Shane Carruth - Upstream Color
  - J.C. Chandor - All Is Lost
  - Jeff Nichols - Mud
  - Alexander Payne - Nebraska

### Beste script
- 12 Years a Slave - John Ridley
  - Before Midnight - Julie Delpy, Ethan Hawke en Richard Linklater
  - Blue Jasmine - Woody Allen
  - Enough Said - Nicole Holofcener
  - The Spectacular Now - Scott Neustadter en Michael H. Weber

### Beste eerste script
- Nebraska - Bob Nelson
  - Afternoon Delight - Jill Soloway
  - Don Jon - Joseph Gordon-Levitt
  - In a World - Lake Bell
  - The Inevitable Defeat of Mister and Pete - Michael Starrbury

### Beste mannelijke hoofdrol
- Matthew McConaughey - Dallas Buyers Club
  - Bruce Dern - Nebraska
  - Chiwetel Ejiofor - 12 Years a Slave
  - Oscar Isaac - Inside Llewyn Davis
  - Michael B. Jordan - Fruitvale Station
  - Robert Redford - All Is Lost

### Beste vrouwelijke hoofdrol
- Cate Blanchett - Blue Jasmine
  - Julie Delpy - Before Midnight
  - Gaby Hoffmann - Crystal Fairy
  - Brie Larson - Short Term 12
  - Shailene Woodley - The Spectacular Now

### Beste mannelijke bijrol
- Jared Leto - Dallas Buyers Club
  - Michael Fassbender - 12 Years a Slave
  - Will Forte - Nebraska
  - James Gandolfini - Enough Said
  - Keith Stanfield - Short Term 12

### Beste vrouwelijke bijrol
- Lupita Nyong'o - 12 Years a Slave
  - Melonie Diaz - Fruitvale Station
  - Sally Hawkins - Blue Jasmine
  - Yolonda Ross - Go for Sisters
  - June Squibb - Nebraska

### Beste cinematografie
- 12 Years a Slave - Sean Bobbitt
  - All Is Lost - Frank G. DeMarco
  - Computer Chess - Matthias Grunsky
  - Inside Llewyn Davis - Bruno Delbonnel
  - Spring Breakers - Benoit Debie

### Beste montage
- Short Term 12 - Nat Sanders
  - Frances Ha - Jennifer Lame
  - Museum Hours - Jem Cohen en Marc Vives
  - Una Noche - Cindy Lee
  - Upstream Color - Shane Carruth en David Lowery

### Beste internationale film
- Blue Is the Warmest Color, Frankrijk - Abdellatif Kechiche
  - Gloria, Chili - Sebastián Lelio
  - The Great Beauty, Italië - Paolo Sorrentino
  - The Hunt, Denemarken - Thomas Vinterberg
  - A Touch of Sin, China - Jia Zhang-Ke

### Beste documentaire
- 20 Feet from Stardom
  - After Tiller
  - Gideon's Army
  - The Act of Killing
  - The Square

### John Cassavetes Award
Deze prijs is voor de beste film gemaakt voor minder dan $500.000.
- This Is Martin Bonner
  - Computer Chess
  - Crystal Fairy
  - Museum Hours
  - Pit Stop

### Robert Altman Award
Deze prijs voor beste ensemble wordt gegeven aan de regisseur, de casting director en de cast.
- Mud
  - Regisseur: Jeff Nichols
  - Casting director: Francine Maisler
  - Cast: Joe Don Baker, Jacob Lofland, Matthew McConaughey, Ray McKinnon, Sarah Paulson, Michael Shannon, Sam Shepard, Tye Sheridan, Paul Sparks, Bonnie Sturdivant en Reese Witherspoon

## Films met meerdere nominaties
De volgende films ontvingen meerdere nominaties:
| Nominaties | Film                | Awards |
| ---------- | ------------------- | ------ |
| 7          | 12 Years a Slave    | 5      |
| 6          | Nebraska            |        |
| 4          | All Is Lost         |        |
| 3          | Blue Jasmine        | 1      |
| 3          | Fruitvale Station   | 1      |
| 3          | Inside Llewyn Davis |        |
| 3          | Short Term 12       | 1      |
| 2          | Before Midnight     |        |
| 2          | Computer Chess      |        |
| 2          | Crystal Fairy       |        |
| 2          | Dallas Buyers Club  | 2      |
| 2          | Enough Said         |        |
| 2          | Frances Ha          |        |
| 2          | Mud                 | 1      |
| 2          | Museum Hours        |        |
| 2          | The Spectacular Now |        |
| 2          | Una Noche           |        |
| 2          | Upstream Color      |        |